# Seuil de l'Androna
Le seuil de l'Androna ou seuil de Mandritsara est un seuil de Madagascar, dans les Hautes Terres, à l'ouest de la baie d'Antongil. Il se situe sur la ligne de partage des eaux entre le versant de l'océan Indien proprement dit et celui du canal du Mozambique.